# Pujols (Lot-et-Garonne)
 Pujols  (okzitanisch: Pujòls) ist ein Ort und eine südfranzösische Gemeinde mit 3.776 Einwohnern (Stand 1. Januar 2022) im Département Lot-et-Garonne in der Region Nouvelle-Aquitaine. Der Ortsteil Pujols-le-Haut zählt zu den schönsten Dörfern Frankreichs.

## Lage
Der Ort Pujols grenzt südlich an die Stadt Villeneuve-sur-Lot an; der alte Ortskern Pujols-le-Haut liegt auf einer ca. 190 m hohen Anhöhe oberhalb des Lot-Tals und ist ca. 145 km in südwestlicher Richtung von Bordeaux entfernt. Die Städte Agen und Toulouse liegen knapp 30 km südlich bzw. 140 km südöstlich. Das Gemeindegebiet wird von Flüsschen Masse de Pujol durchquert, im Osten verläuft der Bach Ruisseau de Cambes.

## Bevölkerungsentwicklung
| Jahr      | 1800 | 1851 | 1901 | 1954 | 1999 | 2017 |
| Einwohner | 1351 | 1267 | 991  | 941  | 3546 | 3635 |

Der bereits Ende des 19. Jahrhunderts einsetzende Bevölkerungsrückgang hängt im Wesentlichen mit der Reblauskrise im Weinbau und mit dem Verlust an Arbeitsplätzen infolge der zunehmenden Mechanisierung der Landwirtschaft zusammen. Der enorme Wiederanstieg der Einwohnerzahlen ist auf die Nähe zur konstant wachsenden Stadt Villeneuve-sur-Lot zurückzuführen.

## Wirtschaft
Die Einwohner von Pujols lebten jahrhundertelang als Selbstversorger von den Erträgen ihrer Felder und Gärten; Produktionsüberschüsse konnten in Villeneuve vermarktet werden. Auch Wein wurde angebaut, der in Fässern abgefüllt und über den Lot und die Garonne bis nach Bordeaux und England exportiert wurde; die Reblauskrise setzte diesem Wirtschaftszweig jedoch Ende des 19. Jahrhunderts ein vorläufiges Ende. Heute wird nur noch vereinzelt Wein angebaut und über die Appellationen Agenais und Comté Tolosan vermarktet. Stattdessen spielt die Vermietung von Ferienwohnungen (gîtes) eine wichtige Rolle im Wirtschaftsleben der Gemeinde.

## Geschichte
Bereits in gallorömischer Zeit war der Ort besiedelt. Im 13. Jahrhundert wird eine Festung (castrum) erwähnt, die den Grafen von Toulouse gehörte und nach dem Ende des Albigenserkreuzzugs (1209–1229) zerstört wurde; die Einwohner des Ortes wurden vertrieben. Im 14. Jahrhundert wurde Pujols – vielleicht im Zusammenhang mit der drohenden Gefahren des Hundertjährigen Krieges (1337–1453) – erneut befestigt. Bis zum 16. Jahrhundert erlebte der Ort seine Blütezeit; es entstanden eine Kollegiatkirche, die eine Pfarrkirche und die mittelalterliche Kirche Saint-Etienne du Mail wurde erneuert.

## Sehenswürdigkeiten

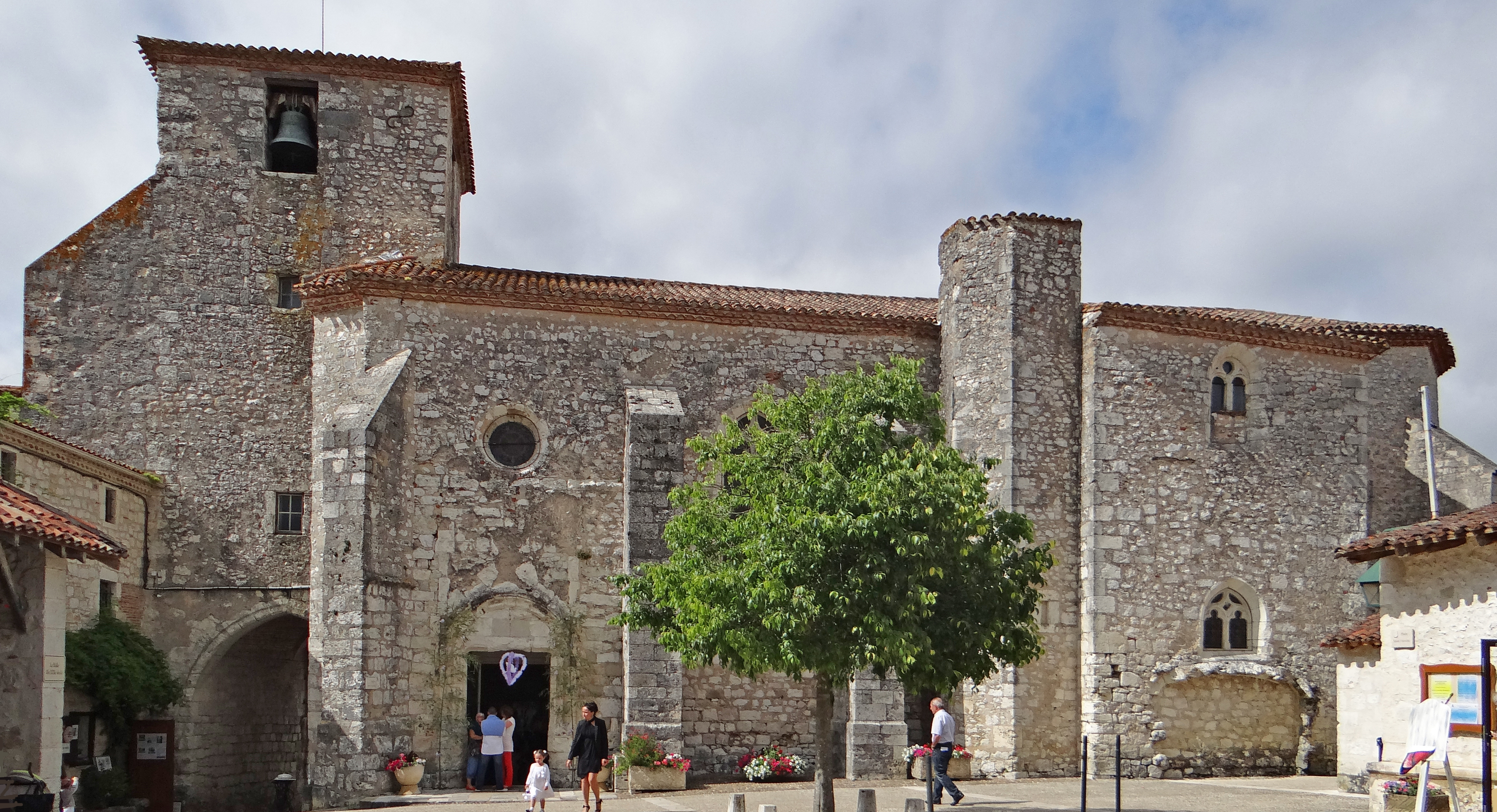
Kirche Saint-Nicolas

- Der Ortskern (bourg) besteht aus vielen alten Bruchstein- und Fachwerkhäusern.
- Die der heiligen Fides von Agen geweihte Kirche Sainte-Foy entstand im 15. Jahrhundert. Bemerkenswert sind der seitlich geschlossene Glockengiebel (clocher mur) und die polygonal gebrochene Apsis. Das Kirchenschiff wird von einer Holzdecke überspannt; Apsis und Seitenkapellen sind hingegen gewölbt und mit spätgotischen Fresken (Wurzel Jesse, Sankt Martin, Erzengel Michael etc.) überzogen. Am besten erhalten ist ein Bildnis der reich gekleideten Katharina von Alexandria mit ihrem Märtyrer-Attribut, dem Rad. Der Kirchenbau wurde bereits im Jahr 1903 als Monument historique anerkannt.[2]
- Die Kollegiatkirche Saint-Nicolas stammt aus dem 16. Jahrhundert. Ihr Turm ist in die Stadtmauer integriert. Kirchenschiff und Apsis sind rippengewölbt. Der Bau ist seit dem Jahr 1926 als Monument historique anerkannt.[3]

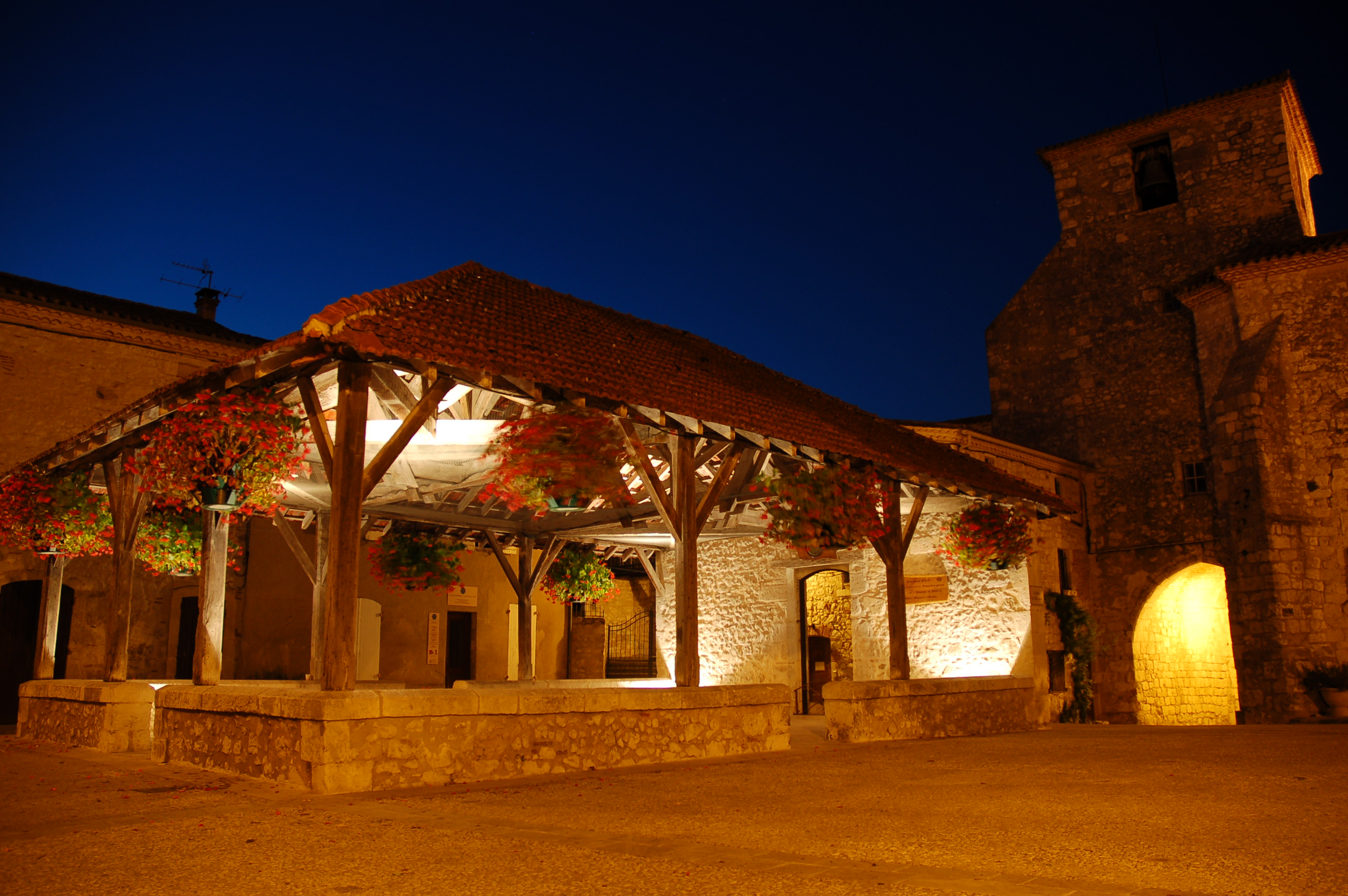
Markthalle und Stadttor

- Das Dach der kleinen Markthalle (halle) aus dem 19. Jahrhundert ruht auf Holzstützen; die rückwärtige Seite ist durch eine Bruchsteinmauer stabilisiert.
- Im Ort gibt es ein kleines Museum für Holzspielzeug.

außerhalb
- Die dritte denkmalgeschützte Kirche des Ortes (Église Saint-Étienne du Mail) liegt etwas außerhalb (44° 23′ 10″ N, 0° 41′ 19″ O). Sie hat einen mittelalterlichen Ursprung, wurde jedoch im 15. Jahrhundert stark überarbeitet. Im Innern befinden sich Fresken aus dem beginnenden 16. Jahrhundert, darunter eine Darstellung des Jüngsten Gerichts. Der Bau ist seit dem Jahr 1996 als Monument historique anerkannt.[4]